# Рајхштатски споразум
Рајштатски споразум потписан је 8. јула 1876. године између Руске империје и Аустроугарске, чиме су регулисана међусобна спорна питања и договорено заједничко иступање поводом избијања источне кризе, односно Српско-турског рата 1876. године. 

## Увод
Повод за састанак руског цара Александра II и аустроугарског цара Фрање Јосифа било је избијање Велике источне кризе, односно Српско-турског рата 1876. године. Како се поново отворило питање поделе Османског царства, познатије као "Источно питање", две најзаинтересованије силе за балканске територије Царства одлучиле су да ускладе заједничке акције. Победа Србије изазвала би распад Османског царства, те борбу великих сила око колонијалних поседа. Русија је водила политику помоћи балканских хришћанима, која је донекле ограничена Париским миром 1856. године по завршетку Кримског рата, којим је протекторат Русије договорен Кучуккајнарџијским миром из 1774. године, замењен протекторатом великих сила. Међутим, Русија такође није желела сукоб са Аустроугарском коју је подржавао Ото фон Бизмарк. 

## Споразум
До састанка у Рајхштатском замку у Чешкој дошло је 8. јула 1876. године. Са двојицом царева дошли су и министри спољних послова Горчаков и Андраши. Једини документи који сведоче о договору у Рајхштату били су диктати Андрашија и Горчакова који се у неким тачкама разликују. Оба документа предвиђају да се Аустроугарска и Русија не требају мешати у рат који је већ отпочео. Уколико би се показало да је акција нужна, обе силе су се претходно морале договорити о заједничкој акцији. 
У случају победе Османског царства, обе државе би захтевале одржавање status quo у Србији, односно гарантовале су територијалну целовитост српске државе. У случају победе Србије, Русија и Аустроугарска договориле су се да неће дозволити образовање велике словенске државе. Аустроугарска је пристала на увећање територија Србије и Црне Горе, али само у погледу територија које нису биле у сфери њених интереса. Предвиђено је да Србија добије део Старе Србије и Босне, а Црна Гора целу Херцеговину и луку на Јадрану. 
Русија је издејствовала пристанак Аустрије на враћање југозападне Бесарабије и Батума. Бесарабију је Русија добила од Турске током Наполеонових ратова, односно рата са Турском (1806—1812), а изгубила је Париским миром 1856. године. У случају тоталног слома европске Турске, Бугарска и Румунија стекле би независност по руској забелешци, а по аустријској би добиле аутономију. За Епир и Тесалију (по Аустрији и Крит), постојала је намера да се предају Грцима. Цариград би постао слободан град. 

## Учесници састанка
- Андраши
- Франц Јозеф
- Александар II
- Горчаков